# Steen Bostrup
Steen Bostrup (* 24. Januar 1939 in Horsens; † 6. September 2006 in Kopenhagen) war ein Journalist und Nachrichtensprecher. Er wurde vor allem bekannt als Moderator der Fernsehnachrichtensendung TV Avisen von Danmarks Radio und erhielt den Spitznamen „Mr. News“. Er war der Vater der Schauspielerin Charlotte Sachs Bostrup.
Nach seiner Schulzeit diente er für zwei Jahre in der Königlichen Leibgarde und entschied er sich dann, eine Laufbahn als Journalist einzuschlagen. Er begann seine Karriere beim „Horsens Folkeblad“ im Jahre 1959. Dann kam er zu der Aarhuser Zeitung „Demokraten“.
Im Jahre 1964 erhielt Bostrup seine erste Stelle bei Danmarks Radio als freier Radiojournalist und wechselte 1967 zum Fernsehen. 1977 wurde er Moderator und 1979 Chefnachrichtensprecher. Über einen Zeitraum von mehr als 30 Jahren war er das Gesicht der dänischen Fernsehnachrichten.
Am 15. Juli 2001 verabschiedete er sich zum letzten Mal von seinem Publikum und ging in den Ruhestand. Steen Bostrup, der zeit seines Lebens starker Raucher war, starb an einem Herzstillstand am 6. September 2006 im Alter von 67 Jahren im Rigshospital.